# Unonopsis glaucopetala
Unonopsis glaucopetala är en kirimojaväxtart som beskrevs av Robert Elias Fries. Unonopsis glaucopetala ingår i släktet Unonopsis och familjen kirimojaväxter. Inga underarter finns listade i Catalogue of Life.